# Catacombe di via Anapo
La catacomba di via Anapo si trova lungo la via Salaria a Roma e risale al III-IV secolo.

## Storia
La sua scoperta risale al 31 maggio del 1578, quando alcuni operai che cavavano qui della pozzolana, assistettero a un franamento del terreno e alla scoperta nel sottosuolo di questo luogo di sepoltura ricco di pitture, iscrizioni e frammenti di sarcofagi. Dimenticata per due secoli a causa di una frana, fu riscoperta nei primi del Novecento.
Non fu comunque rinvenuto qui alcun corpo, probabilmente a causa delle traslazioni dei defunti dalle catacombe ai cimiteri avvenute nel corso del IX secolo. Esso diventò presto meta di pellegrini, umanisti e filippini, che attraverso il culto di tali sepolture e le pitture bibliche trovate in questi luoghi, rafforzarono le loro posizioni cattoliche nell'ambito della disputa sorta contro i protestanti nel corso del XVI secolo.